# A Modern Utopia
A Modern Utopia é um romance de H.G.Wells lançado originalmente no ano de 1905.
Por causa da complexidade e sofisticação de sua estrutura narrativa, a obra foi chamada de "não tanto uma moderna como uma utopia pós-moderna". O romance é mais conhecido por sua noção de que uma ordem voluntária de nobreza conhecida como Samurai poderia efetivamente governar um estado mundial (estado cinético e não estático) de modo a resolver "o problema de combinar o progresso com a estabilidade política".